# Route nationale 188 (France)
Pour les articles homonymes, voir Route nationale 188.

La route nationale 188, ou RN 188, était une route nationale française. Elle reliait initialement, de 1824 aux années 1950, Massy à Chartres. Puis, avant les déclassements de 1972, son tracé se réduisait au tronçon de Massy à Ablis. Finalement, avant les déclassements de 2006, elle reliait Massy et l'autoroute A 10 à la ville nouvelle des Ulis ; ce dernier tracé a été reversé au département de l'Essonne (RD 188).

## Historique

### Origine
Cette route très ancienne, visible sur des cartes du XVIIe siècle, est indiquée de Massy à Rochefort-en-Yvelines comme « route de Dourdan » sur carte de Cassini levée vers 1750. Sur cette carte, la liaison directe de Rochefort à Saint-Arnoult figure en pointillés et en route secondaire à partir de Longvilliers. De Saint-Arnoult à Chartres par Ablis, la route est indiquée comme principale. Dès le XVIIIe siècle, la route principale de Paris à Chartres étant celle par Boulogne, Versailles, Trappes (route nationale 10), la route par Massy et Limours était nommée «ancienne route de Chartres ». Cette route impériale 182 en 1809  devient la route royale 201 en 1818.

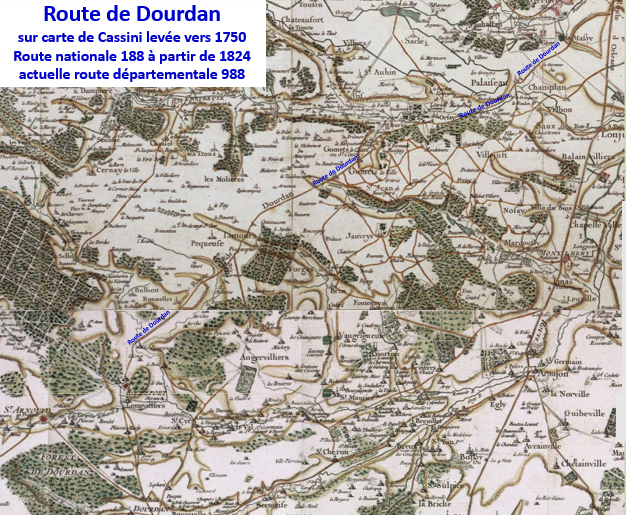

### De 1824 aux années 1970

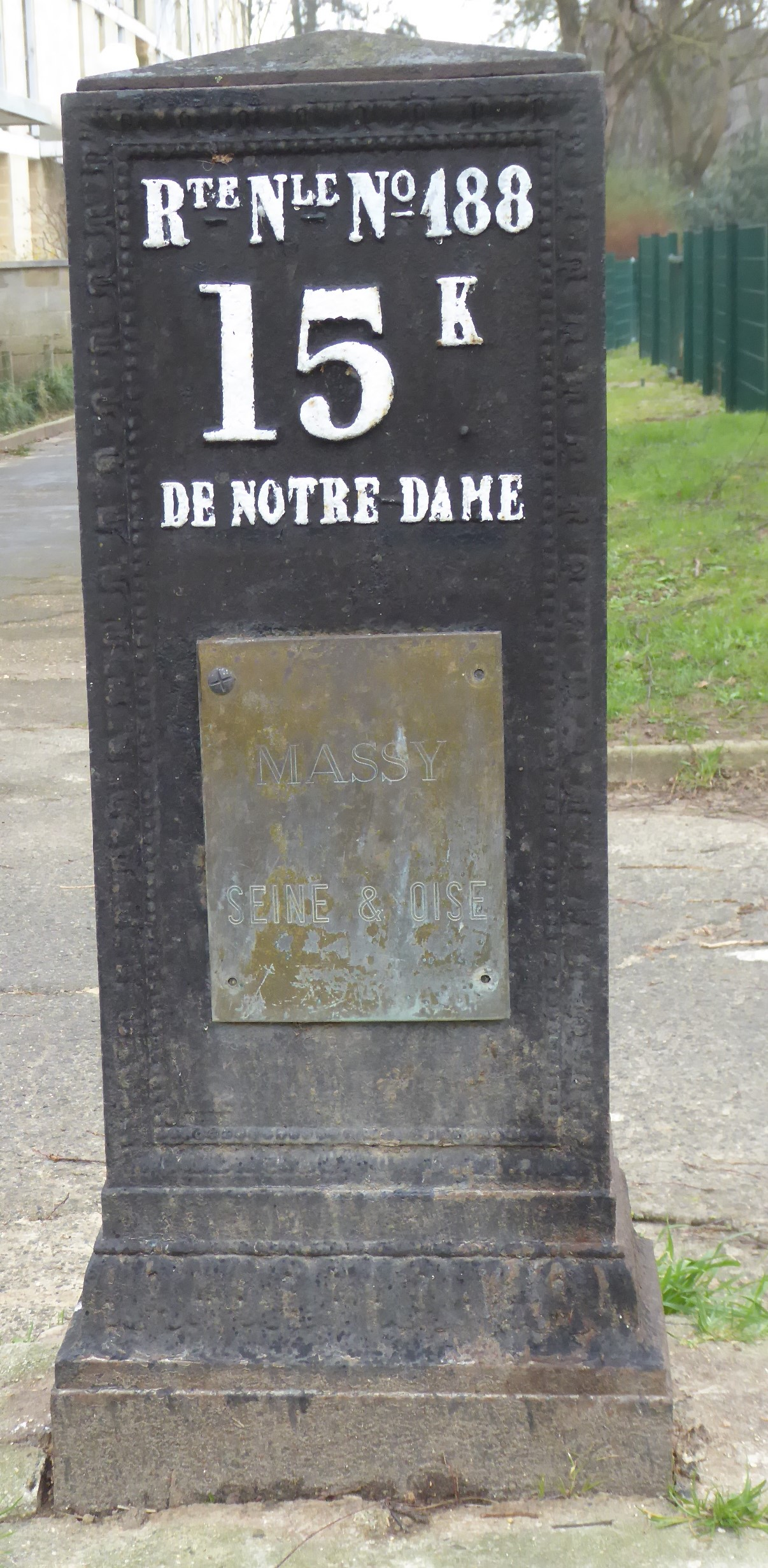
Borne ancienne RN 188 à Massy, avenue du Président-Kennedy.

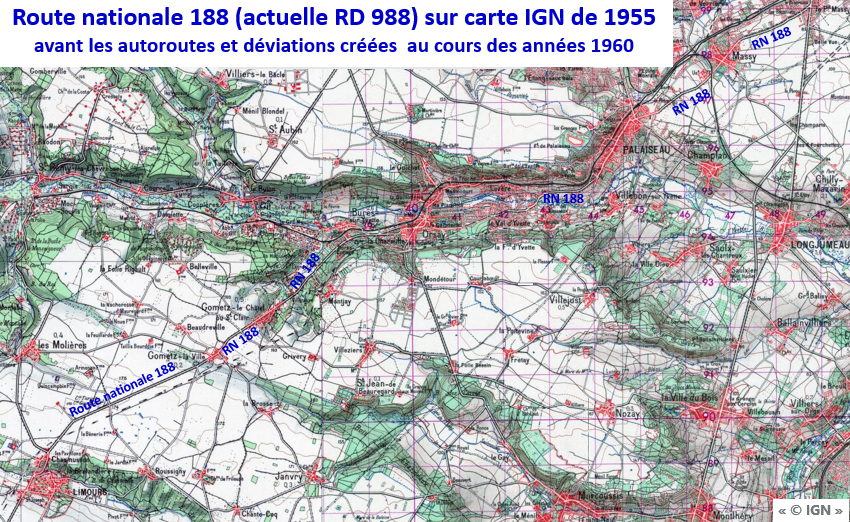

Comme toutes les autres nationales françaises de 1 à 200, la RN 188 historique a été créée en 1824 lors de la renumérotation des routes impériales. Jusque dans les années 1950, elle reliait Massy de la RN 20 au lieu-dit le Petit-Massy à Chartres, via Limours et Ablis en  traversant les centres anciens de Massy (avenue du Président-John-Fitzgerald-Kennedy, rue Gabriel-Péri, rue de Paris), Palaiseau, Orsay Bures-sur-Yvette, Gometz-le-Châtel, Gometz-la-Ville, Limours, Bonnelles, Rochefort-en-Yvelines et Saint-Arnoult-en-Yvelines jusqu'à Ablis sur un parcours correspondant à l'actuelle route départementale 988 dans les départements de l'Essonne et des Yvelines. 

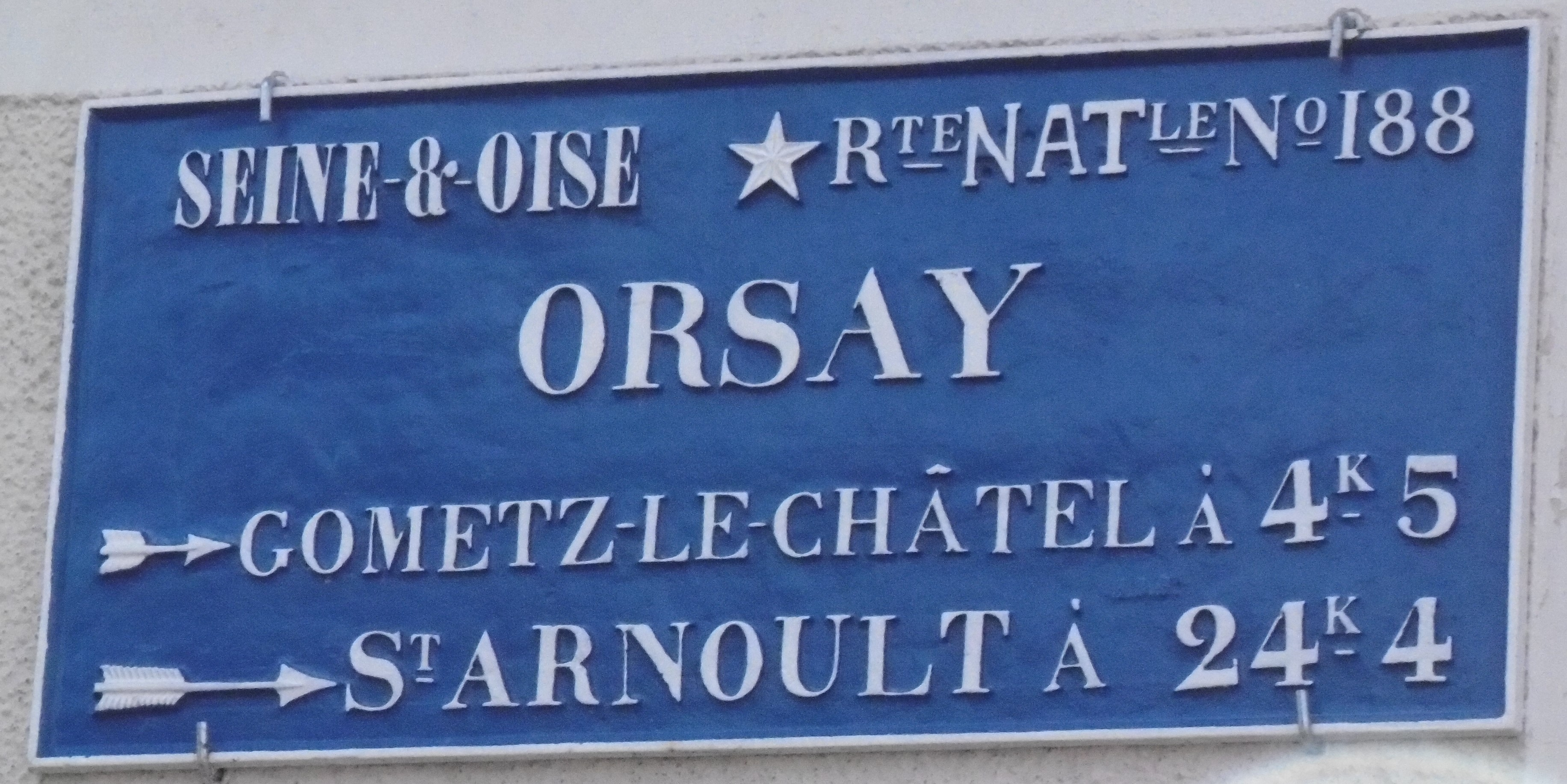
Plaque de cocher dans le centre d'Orsay.

La route nationale fut coupée en 1973 par l'autoroute A 10 à Palaiseau au sud de l'avenue Jean Jaurès. La route nationale fut déviée par une route à 4 voies, l'avenue du Maréchal Koenig à Massy, actuellement tronçon annexe passant au sud de la zone urbanisée, son ancien parcours de l'avenue Jean Jaurès à Palaiseau au «Petit Massy» devenant les routes départementales secondaires D 66 et D 121.
À cette époque, la route fut également déviée au sud de Villebon et d'Orsay par aménagement routier de la plateforme de l'ancienne voie ferrée de Paris à Chartres par Gallardon et des centres anciens de Bonnelles, de Rochefort et d'Ablis par des voies de contournement.
Le tronçon d'Ablis à Chartres fut repris vers 1950 par la RN 10 lorsque cette dernière fut déviée de son tracé originel via Maintenon, tracé repris par la RN 306. Lors des déclassements des années 1970 et de la construction de la nouvelle RN 188, la RN 188 historique fut déclassée en RD 988.

### Depuis les années 1970
La nouvelle RN 188 a été construite dans les années 1970, peu après la construction de la ZUP des Ulis.
Entre Palaiseau et Bures-sur-Yvette, elle utilise la plate-forme de l'ancienne ligne de chemin de fer de Paris à Chartres par Gallardon. Notamment, elle emprunte à Orsay un viaduc de cette ligne de chemin de fer : la route se rétrécit à cet endroit car elle doit se conformer à un gabarit ferroviaire. De plus, elle est surplombée en plusieurs endroits par des ponts en béton armé datant de la construction de la ligne ferroviaire.

## Tracés de la RN 188

### Dernier tracé (avant les déclassements de 2006)
L'actuelle RD 188 est divisée en deux tronçons disjoints : le « tronçon principal », entre l'A 10 (commune de Villebon-sur-Yvette) et les Ulis, et un petit « tronçon annexe » d'environ trois kilomètres sur le territoire de la commune de Massy, entre l'A10 et la RN 20.

#### Villes traversées
Le « tronçon annexe » est entièrement situé sur la commune de Massy, en zone péri-urbaine.
Le « tronçon principal » est situé en marge des agglomérations, le plus souvent en forêt utilise sur une distance de 5 200 mètres la plateforme de l'ancienne ligne Paris-Chartres par Gallardon.
Il traverse les communes suivantes :
- Villebon-sur-Yvette (km 3) ;
- Orsay : intersection avec la RN 118 (km 6) ;
- Bures-sur-Yvette : échangeur permettant d'accéder à la ville, ou bien de continuer en direction de Chartres par la RD 988, via Gometz-le-Châtel (km 8) ;
- Les Ulis : l'actuelle RD 188 donne directement sur l'avenue de Normandie qui permet de gagner le centre-ville (km 9).

### Tracé d'origine

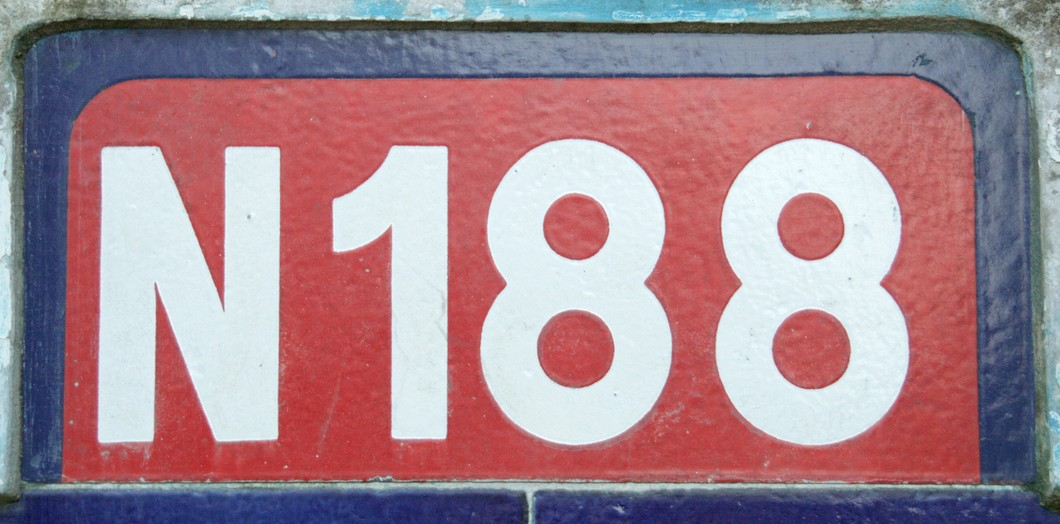
Cartouche de la N 188.

- Massy
- Palaiseau
- Villebon-sur-Yvette
- Orsay
- Bures-sur-Yvette
- Gometz-le-Châtel
- Gometz-la-Ville
- Limours
- Bonnelles
- Rochefort-en-Yvelines
- Saint-Arnoult-en-Yvelines
- Ablis

Tracé repris par la RN 10 depuis les années 1950
- Le Gué-de-Longroi
- Chartres